# Maura Viceconte

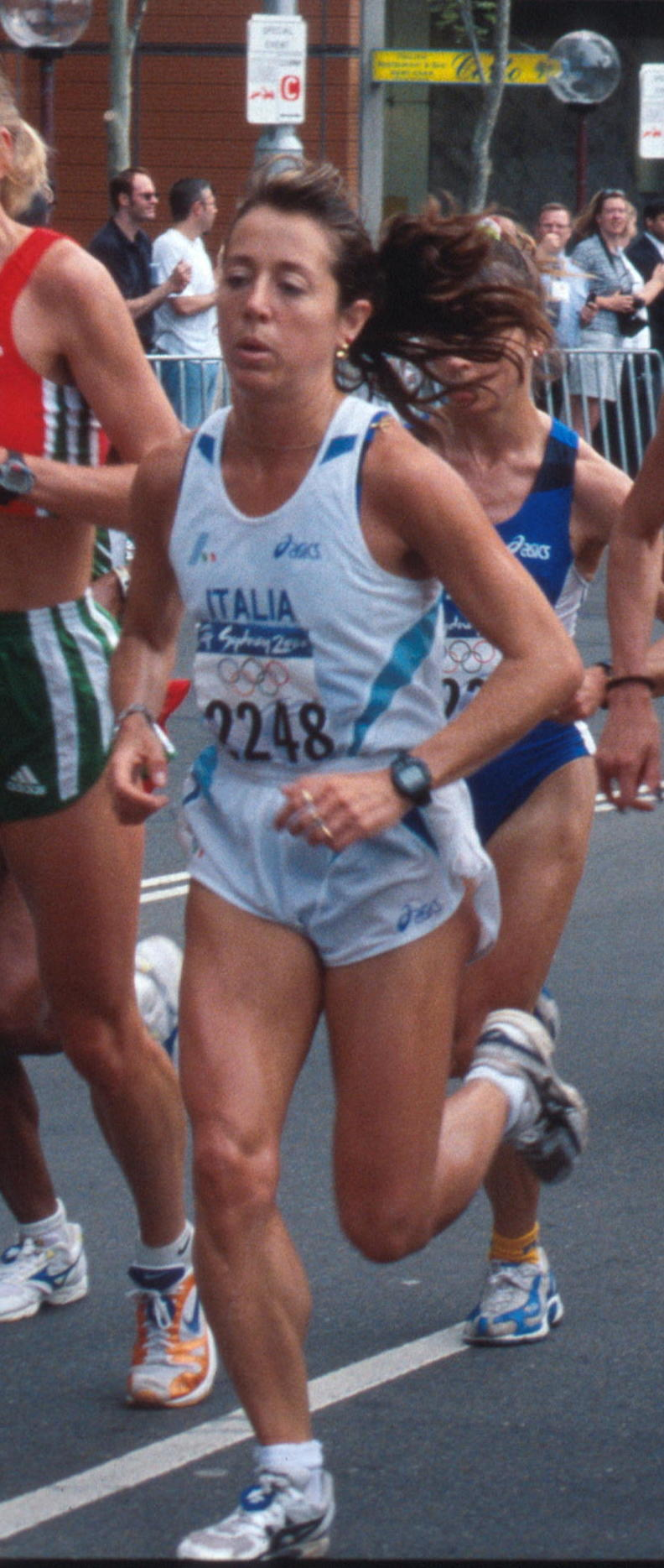
Maura Viceconte, 2000

Maura Viceconte (* 3. Oktober 1967 in Susa; † 10. Februar 2019 in Chiusa di San Michele) war eine italienische Langstreckenläuferin, die sich auf den Marathon spezialisiert hatte.

## Leben
1995 gewann sie den Venedig-Marathon und 1997 den Monaco-Marathon.
Sie nahm an den Olympischen Sommerspielen 1996 in Atlanta teil, beendete den Marathonlauf aber vorzeitig. Bei den Olympischen Sommerspielen 2000 in Sydney lag sie nach 15 Kilometern in Führung und belegte schließlich den 12. Platz.
Beim Marathon der Leichtathletik-Europameisterschaften 1998 in Budapest holte sie Bronze hinter Maria Manuela Machado (POR) und Madina Biktagirowa (RUS).
Beim Vienna City Marathon 2000 stellte sie mit 2:23:47 sowohl den damaligen Streckenrekord als auch den damaligen italienischen Landesrekord auf. Weitere Siege gelangen ihr beim Rom-Marathon (1999) und beim Prag-Marathon (2002).
Am 10. Februar 2019 nahm sich Viceconte im Alter von 51 Jahren in ihrem Heimatort Chiusa di San Michele das Leben.